# Finnboda varvs affärs- och ritkontor

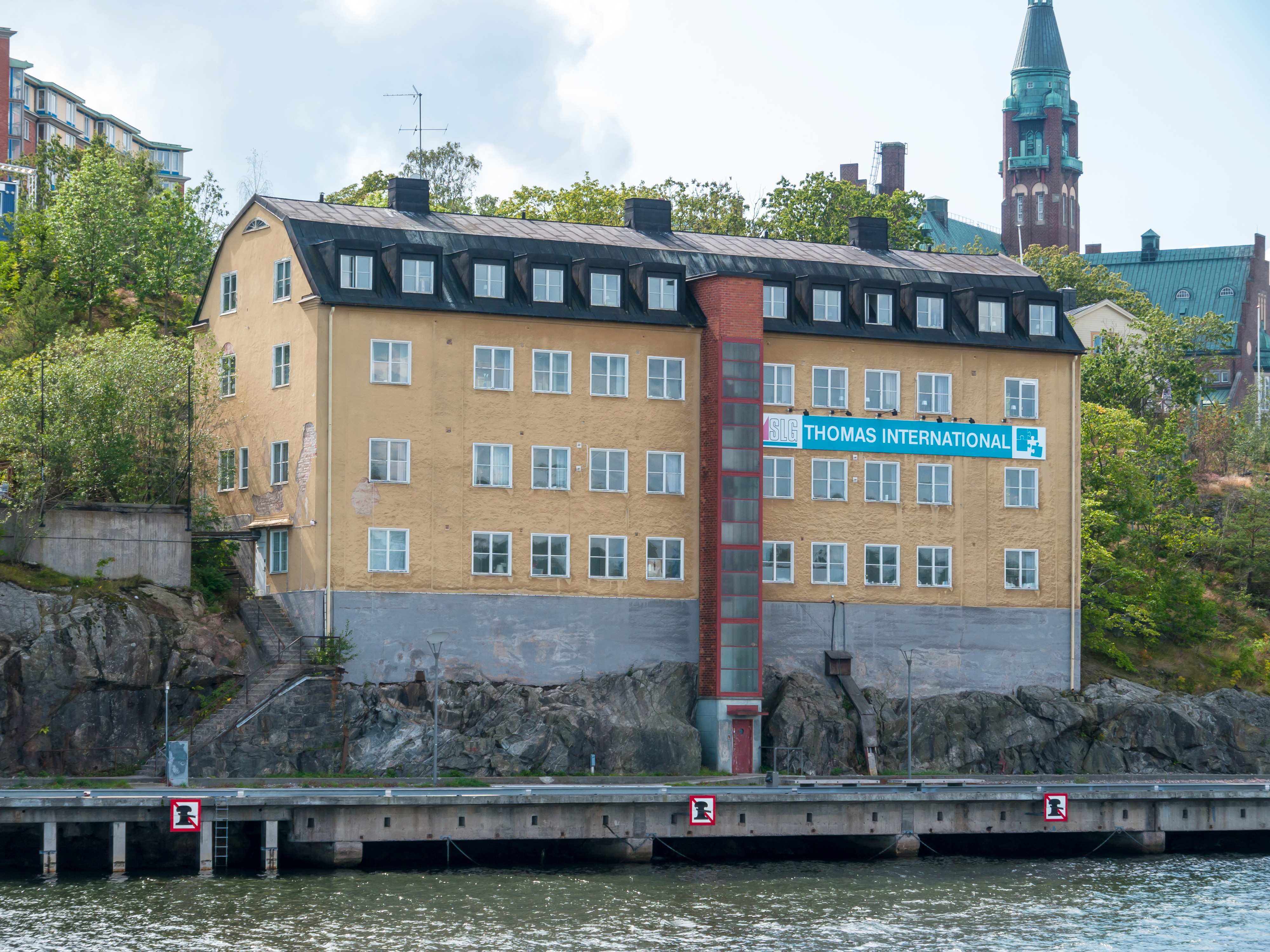
Finnboda varvs före detta affärs- och ritkontor, 2019.

Finnboda varvs affärs- och ritkontor, även kallad SGL-huset, (fastighet Sicklaön 37:46) är en kulturhistoriskt värdefull byggnad belägen vid Finnboda Varvsväg 29 i Finnboda på nordvästra Sicklaön i Nacka kommun. Det före detta affärs- och ritkontoret byggdes 1920 och representerar idag en av byggnaderna vilken tillhörde Finnboda varv och som ansågs av kommunen värd att bevara efter varvets nedläggning. Fastigheten har en q-märkning i gällande detaljplan, vilket innebär att den ej får rivas eller exteriört förvanskas. Detaljplanen skall bekräfta nuvarande användning som kontor samt medger ombyggnad till bostäder och en ny tillbyggnad.

## Historik

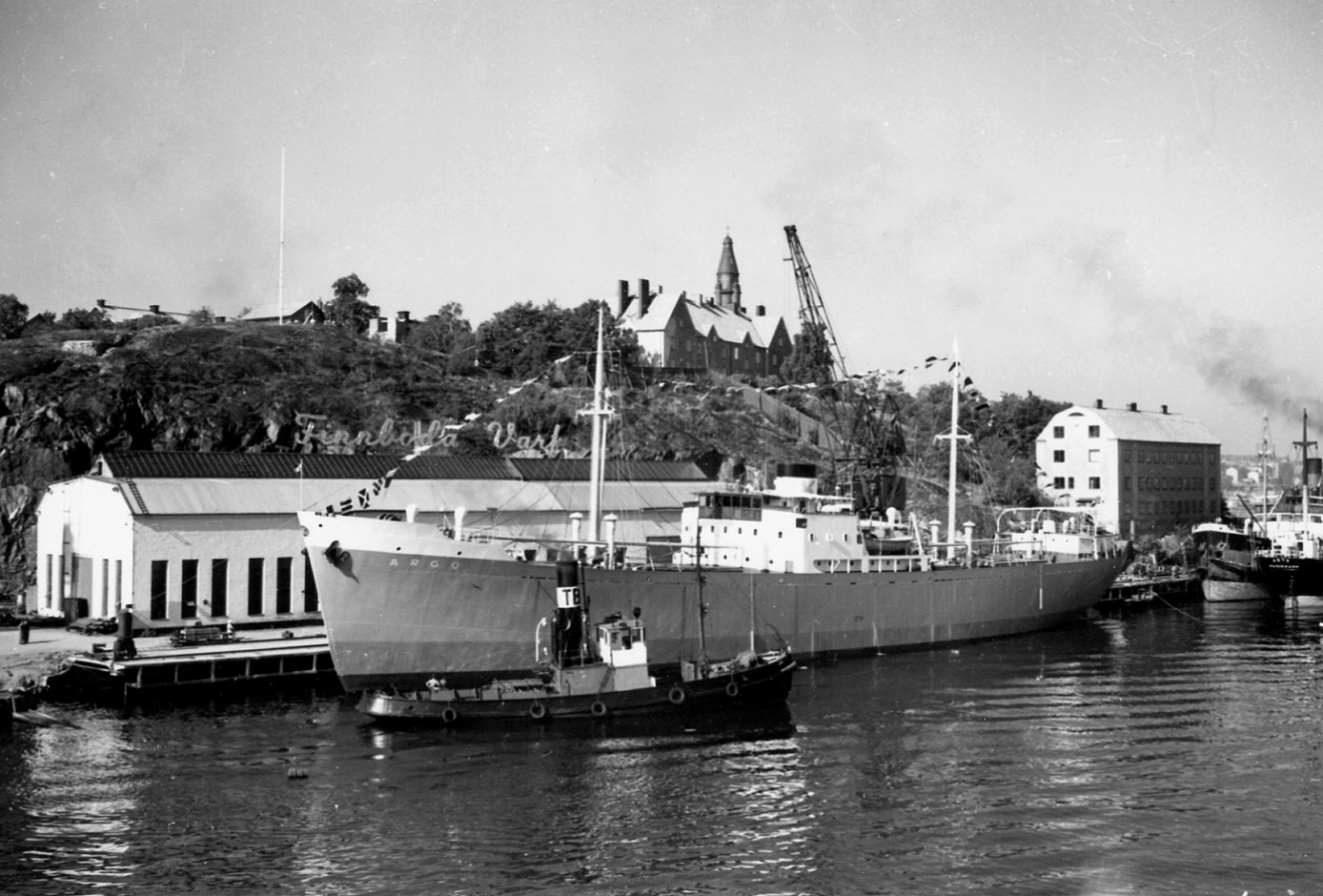
Kajen nedanför Finnbodaberget 1943. M/S Argo ligger leveransklar och smyckats med flaggor. Kontorshuset syns i bakgrunden till höger, till vänster bakom fartyget ligger Finnboda varvs ångmaskinverkstad. På klippan skymtar Finnboda varvs brukssamhälle och högst upp reser sig Danvikshem.

Byggnaden uppfördes vid Saltsjöns kaj, nedanför Finnbodaberget, väster om varvsområdet. Dess ursprungliga funktion var affärs- och ritkontor för Finnboda Varfs AB och tidvis även fungera som varvets huvudkontor. Arkitekten är okänd då inga nybyggnadsritningar kunde påträffas. Byggtiden är troligen 1919–1920, inflyttningen skedde våren 1920. Huset tillkom strax efter första världskriget i en för varvet expansiv period. 
Byggnadens placering på en brant sluttande bergsvägg dikterades av svårigheten att hitta en lämplig plats på den trånga varvstomten. Huset fick två våningar samt en halv souterrainvåning murad i tegel på en hög, gjuten betongsockel. Fasaderna putsades och avfärgades i gul kulör och taket utfördes som ett brutet sadeltak med ett mycket flackt övre fall. På 1980-talet inreddes vinden med ytterligare kontorsrum som erhöll dagsljus via en rad nya takkupor. Gestaltningen inspirerades av den vid tiden moderna 1920-talsklassicism som kommer bland annat till uttryck genom smala baldakinliknande regnskydd över entréerna och fasadernas lisener.  
Ursprungligen kunde byggnaden beträdas från söder (landsidan) och från båda gavlarna. Från västra gaveln gick en lång stentrappa ner till kajen. 1940 byggdes huset till med en flygel mot söder. Här förvarades varvets dokument som konstruktionsritningar och andra skyddsvärde handlingar. För att få bekvämare kontakt med kajområdet byggdes på 1950-talet en utanpåliggande hiss med glasfront.
Varvet bedrev kontorsverksamhet i huset i 50 år. När Salénrederierna övertog varvet 1970 renoverades fastigheten, därefter hyrdes kontoret av Rederi Ab Sea Link och byggnaden kallades Sea Link huset. Det var under Sea Links tid som Finnbodas sista fartyg byggdes: M/S Nordic Link, sjösatt i februari 1981. År 1991 lades slutligen varvsverksamheten ned. SGL international hade då redan förvärvat fastigheten. Därefter kallades byggnaden också kallas SGL-huset. 

### Om- och tillbyggnad
I november 2011 fastställdes en ny detaljplan för fastigheten. Syftet med detaljplanen är att göra det möjligt att omvandla befintligt kontorshus till bostäder, bekräfta nuvarande användning kontor, skapa nya bostäder samt att säkra och återställa den befintliga byggnadens kulturhistoriska värde. Bland annat kommer fasadhissen från 1950-talet avlägsnas och fasadernas markerade lisener att återställas. Planområdet omfattas av ett riksintresse för kust och skärgård som sträcker sig från Stockholms inlopp ut i Stockholms skärgård. I april 2021 förvärvades fastigheten av JM från SGL international. Den befintliga delen innehåller 1 400 kvadratmeter uthyrbar yta och i byggrätten finns ytterligare 1 300 kvadratmeter.

### Nutida bilder

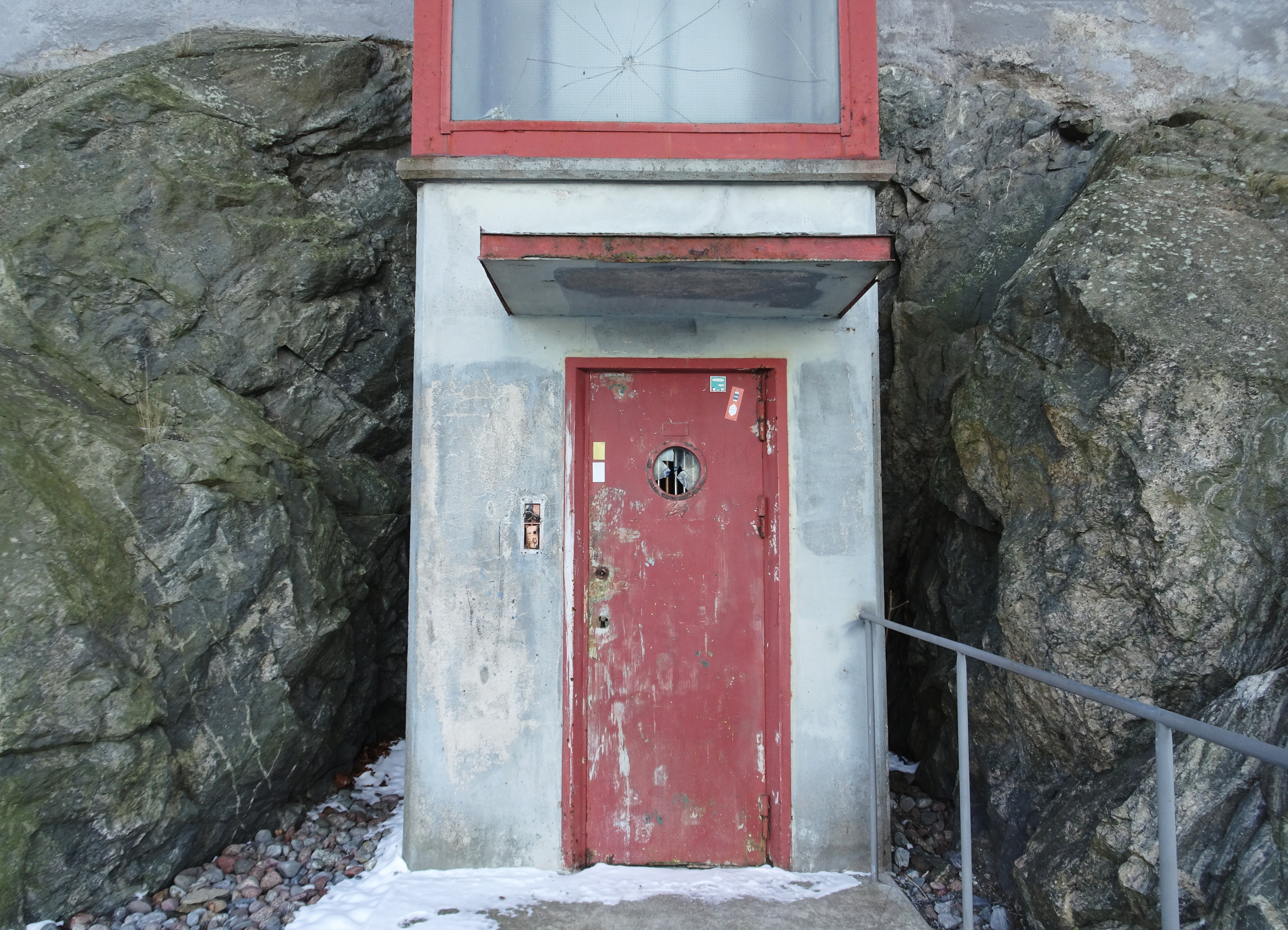
Hissdörren vid kajen.
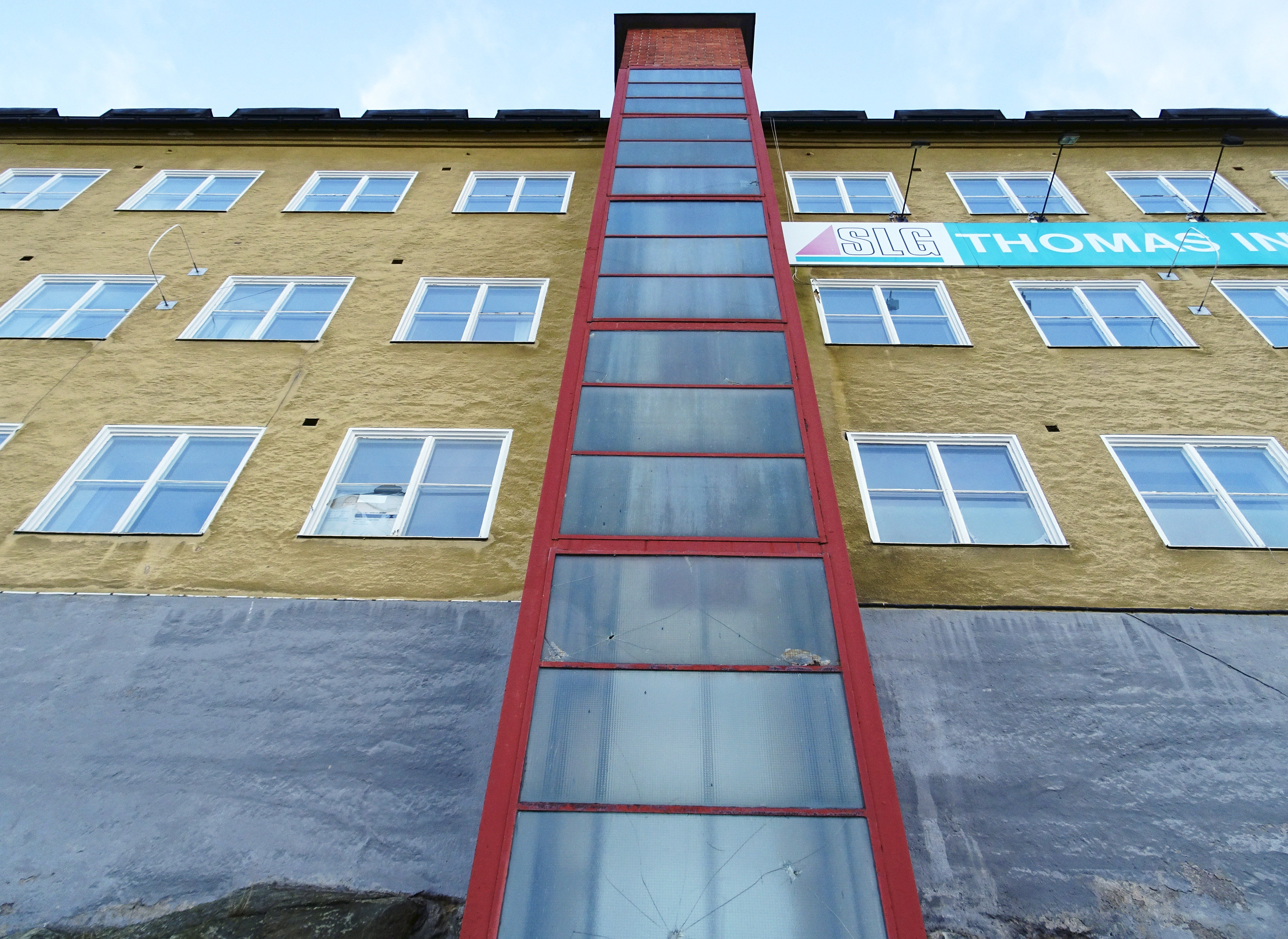
Fasad mot norr med hissen.
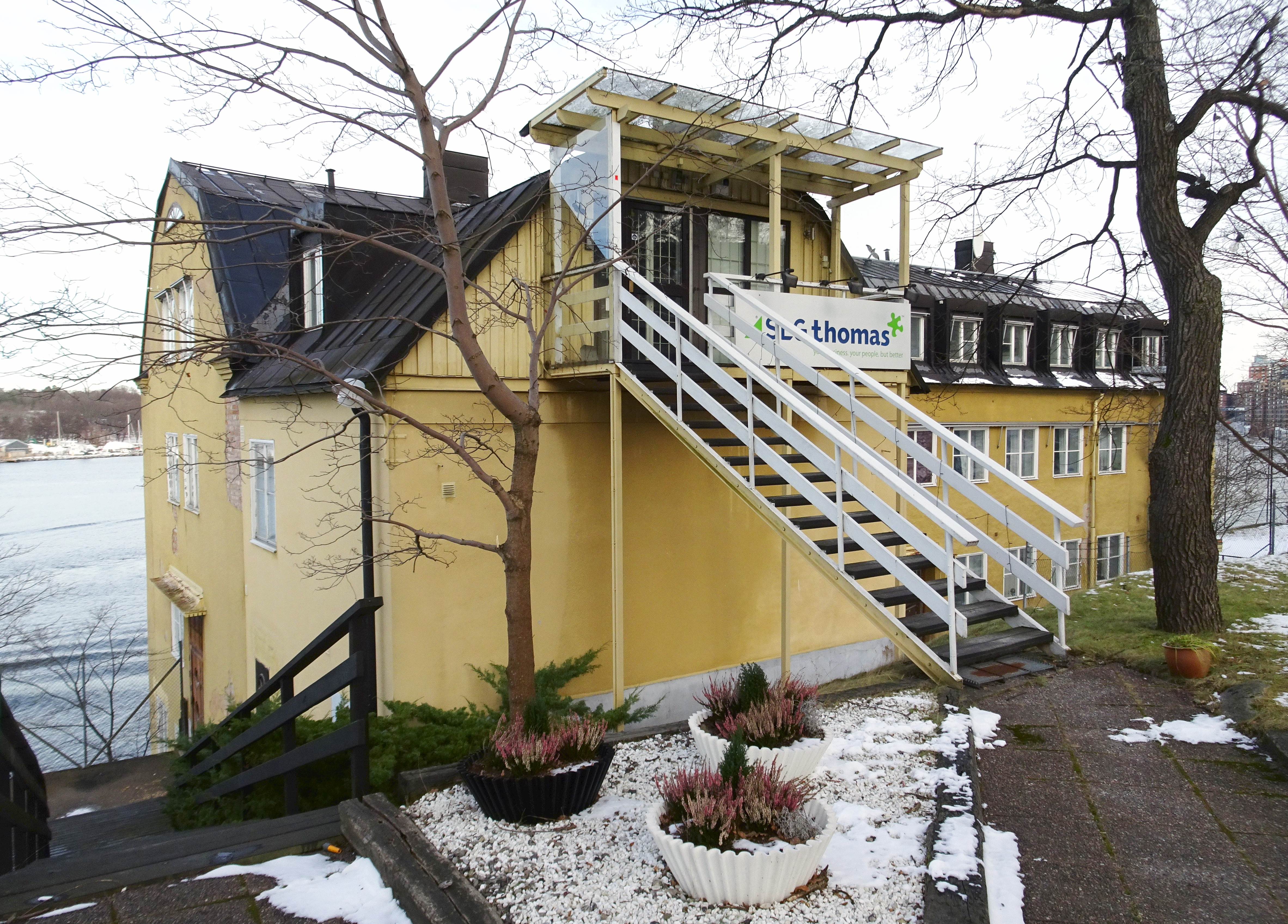
Fasad mot söder.
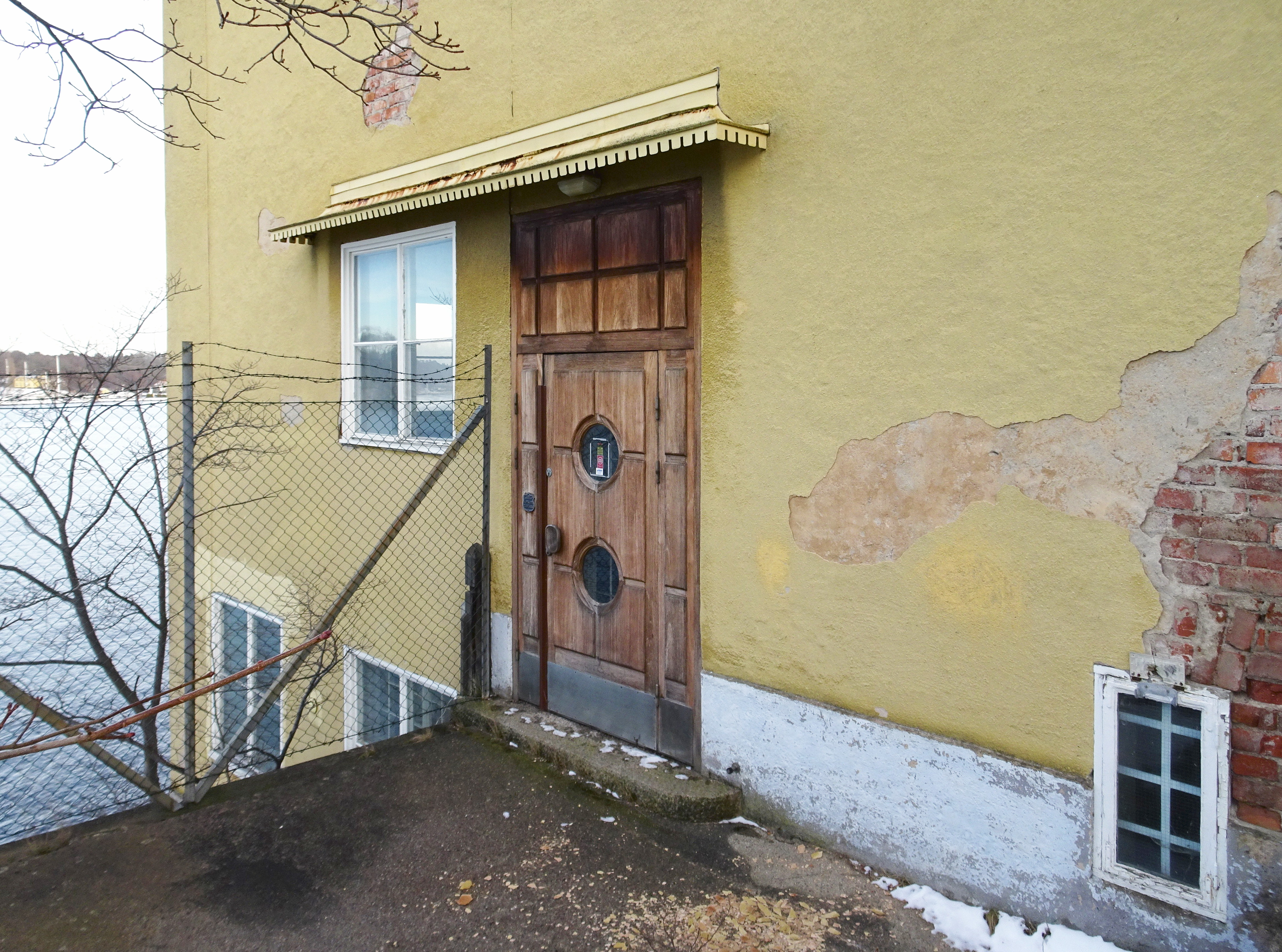
Entrén på västra gaveln.

## Andra bevarade byggnader från varvstiden
- Finnboda varvs snickeri- och timmermansverkstad
- Finnboda varvs ångmaskinverkstad
- Finnboda varvs svets- och verkstadshall
- Finnboda varvs marketenteri
- Finnboda varvs verkstadskontor
- Beckbrukets chefsbostad